# Epipedobates anthonyi
Epipedobates anthonyi – gatunek płaza bezogonowego z rodziny drzewołazowatych (Dendrobatidae). 

## Występowanie
Południowo-zachodni Ekwador i północno-zachodnie Peru. Zasięg jego występowania (Extent of Occurrence, EOO) wynosi ponad 28 tys. km².
Zamieszkuje lasy suche i lasy górskie nieopodal strumieni. Występuje w przedziale wysokości 150–1770 m n.p.m.

## Rozmnażanie
Jaja składane są do ściółki. Samiec strzeże jaj i zapewnia im wilgoć, a po wykluciu transportuje kijanki do środowiska wodnego (przy czym nie robi mu różnicy, czy ma do czynienia z wodą stojącą, czy też płynącą). Tam kijanki przechodzą metamorfozę (przeobrażenie zupełne), by przyjąć kształt osobników dojrzałych.

## Status
Liczebność spada, choć na południu Ekwadoru płaz wydaje się jeszcze liczny.